# Maki Fine Arts
Maki Fine Arts（マキファインアーツ）は、東京都新宿区神楽坂に位置する現代美術ギャラリーである。2010年に牧高啓により設立され、日本内外の新進および中堅の現代美術作家の作品を専門に扱っている。

## 沿革
マキファインアーツは2010年、東京都中央区日本橋大伝馬町にて牧高啓により設立された。設立当初は新進・中堅の日本人アーティストを世界に紹介することを目的としていた。2015年に現在の神楽坂の地に移転し、かつて自動車修理工場として使用されていた建物を改装したスペースで展覧会を開催している。
牧は武蔵野美術大学芸術文化学科でアートマネジメントを学んだ後、ニューヨークでアートディーラーとして経験を積み、2010年春に帰国してギャラリーを開設した。

## 展覧会活動とアーティスト
同ギャラリーは、白川昌生（1948年生）、豊嶋康子（1967年生）、末永史尚（1974年生）などの作家を中心に扱っている。特に作家自身がキュレーションを手がける展覧会に注力しており、2018年の白川昌生がキュレーションした「メルド彫刻の先の先」展や2015年の末永史尚がキュレーションした「控えめな抽象」展などが話題となった。

### 主要作家の活動
2023年12月から2024年3月にかけて、同ギャラリー所属作家の豊嶋康子が東京都現代美術館で「豊嶋康子 発生法」展を開催した。これは豊嶋の30年間の活動を総覧する初の美術館での個展であり、約400点の作品が展示された。同展は美術批評家の勝俣涼と中尾拓也による評論が掲載されるなど、美術界で高く評価された。

### 国際的な活動
同ギャラリーは国際的なアーティストの紹介にも積極的である。2019年にはアメリカ人アーティスト、アレックス・ダッジのアジア初個展「The Trauma of Information」を開催した。ダッジは伝統的な日本の型染技法からインスピレーションを得て、レーザーカットのステンシルを使用した独自の制作手法を開発している。
ギャラリーは2016年から2018年まで毎年ニューヨークのNADAアートフェアに参加し、国際的な注目を集めた。

## 所在地・運営
マキファインアーツは東京都新宿区天神町77-5の地下1階に位置し、東京メトロ東西線神楽坂駅2番出口から徒歩約4分の場所にある。開廊時間は水曜日から土曜日の12:00-19:00、日曜日の12:00-17:00で、月曜日と火曜日は休廊である。

## MAKIギャラリーとの区別
マキファインアーツは、表参道と天王洲にギャラリーを構える「MAKIギャラリー」とは別の組織である。MAKIギャラリーは2003年に「SAKURADO FINE ARTS」として設立され、2020年に現在の名称に変更された。